# Пам'ятник воїнам-односельчанам (Рудка)
Пам'ятник воїнам-односельчанам — монумент у селі Рудка на Рівненщині, присвячений радянським воїнам, які загинули на фронтах Другої світової війни.

## Опис
Обеліск у формі піраміди, у верхній частині якого хрест, замість п’ятикутної зірки. На ньому напис «Вічна пам'ять воїнам, які загинули у Великій Вітчизняній війні 1941-1945 рр.»
У підніжжя пам’ятника встановлено дві меморіальні плити з переліком імен 40 загиблих воїнів. Обеліск у формі піраміди, у верхній частині якого хрест, замість п’ятикутної зірки. На ньому напис: «Вічна пам'ять воїнам, які загинули у Великій Вітчизняній війні 1941-1945 рр.»
У підніжжя пам’ятника встановлено дві меморіальні плити з переліком імен 40 загиблих воїнів.
Розміри обеліска – 1,7 х 1 х 2,8 м.

## Нинішній стан
Стан споруди задовільний, потребує проведення ремонту.
Щорічно до Дня Перемоги відбувається вшанування пам'яті, проводяться урочисті заходи, покладаються квіти.